# Maria Hirschprich
Maria Hirschprich (ur. 1898) – austriacka lekkoatletka, sprinterka.
Mistrzyni Austrii w biegu na 100 metrów (1922).
Trzykrotna rekordzistka Austrii w sztafecie 4 × 100 metrów (54,8 w 1921; 54,6 w 1925 oraz 53,8 w 1925).